# Large Latin American Millimeter Array
Le Large Latin American Millimeter Array (LLAMA) est une parabole unique de 12 m en construction dans le désert de Puna de Atacama en Argentine. Le projet est financé par les gouvernements argentin et brésilien. Le coût total de la construction, d'environ 20 millions de dollars, et le fonctionnement ainsi que le temps d'observation seront partagés à parts égales par les deux pays. La planification de la construction a commencé en juillet 2014 après la signature formelle d'un accord entre les principaux organismes impliqués.

## Aperçu
LLAMA est un projet scientifique conjoint entre l'Argentine et le Brésil pour construire et exploiter un radiotélescope à des longueurs d'onde submillimétriques, qui peut fonctionner en mode autonome ou rejoindre un réseau d'interférométrie à très longue base (VLBI). La précision du miroir primaire devrait permettre des observations dans les fréquences de 40 GHz à 900 GHz
Les principales institutions scientifiques impliquées dans le projet sont l'Institut argentin de radioastronomie (IAR) et le Núcleo para o Apoio da Rádio Astronomia (NARA), de l'Université de São Paulo. Le télescope est situé à très haute altitude (4825 m) où l'absorption atmosphérique (essentiellement due à la vapeur d'eau ) permet l'observation aux longueurs d'onde inférieures à 1 mm.
L'antenne de 12 m de diamètre est identique à celle d'APEX installée en 2006 au Chili par l'ESO et construite par la même société allemande, VERTEX Antennentechnik. C'est un instrument polyvalent qui disposera de récepteurs cryogéniques à très haute sensibilité pour observer des sources très faibles, et de filtres pour observer le Soleil. 
LLAMA disposera pour commencer de deux récepteurs, dans les bandes 5 (157 - 212 GHz) et 9 (602 - 720 GHz), tous deux placés dans un cryostat et refroidis à l'hélium liquide.

## Historique
L'histoire de l'instrument remonte à 2007, lors de la 12e réunion régionale latino-américaine de l'AIU (LARIM) qui s'est tenue à Margarita (Venezuela). Des radioastronomes argentins ont discuté de l'idée avec des collègues sud-américains.
Au cours de la 27e Assemblée générale à Rio de Janeiro, le projet a été baptisé LLAMA par les principaux scientifiques du projet. Dans le document présenté, ils ont également proposé la motivation scientifique, le budget, la stratégie de construction et le site. La présentation officielle devant le ministère argentin des sciences (MinCyT) a eu lieu en 2010, et une réunion tenue dans les bureaux de la FAPESP en août 2011 a été le coup d'envoi au Brésil. En 2011, le MinCyT a classé LLAMA comme son projet astronomique et en 2012, la FAPESP a approuvé une subvention de 7 M€.
L'accord final entre le MinCyT, la FAPESP et l'Université de São Paulo (USP) a été signé en juin 2014, et le 9 juillet, il a été officiellement présenté au public.
Des mesures des caractéristiques électriques du site ont été réalisées fin 2016, et la construction de la route du sommet a commencé en décembre 2016. La construction des fondations a commencé en 2022, et l'assemblage de l'antenne devrait avoir lieu en 2023 malgré un peu de retard.

## Origine du nom
L'acronyme de l'observatoire LLAMA vient du mot quechua lama qui désigne le camélidé sud-américain qui vit dans la région où le télescope est installé.
Le mot array introduit une certaine confusion puisque LLAMA sera composé d'une seule antenne parabolique, mais l'instrument pourra faire partie d'un réseau d'antennes VLBI avec d'autres observatoires.
Le logo de l'observatoire a comme symboles la Croix du Sud (en haut à droite), une ébauche de parabole (en bas à droite), l'acronyme (en haut à gauche) et un profil de lama (en bas à gauche). Bien qu'ils aient changé avec le temps, ces symboles sont présents depuis le début.

## Choix du site
Le site devait assurer une concentration en vapeur d'eau la plus faible possible pour minimiser l'absorption des longueurs d'onde millimétriques. La recherche du meilleur site avait commencé en Argentine en 2003, avec un radiomètre à 210 GHz qui a été installé à différents endroits pour étudier l'absorption atmosphérique.
La communauté scientifique a choisi un site dans la Puna de Atacama des Andes argentines, dans la région aride de Alto Chorrillos à 4820 m d'altitude sur la commune de San Antonio de los Cobres, à 16 km de la ville. Le LLAMA y dispose également d'un bâtiment qui doit abriter les laboratoires, les logements des scientifiques et permettre de piloter à distance la parabole.
Le même site a ensuite été choisi pour l'instrument QUBIC, ce qui permet de mutualiser les efforts logistiques (accès, hébergement des personnels).

## Science
LLAMA est un instrument polyvalent, avec la capacité d'observer à la fois des sources lumineuses comme le Soleil, et des sources très faibles et très éloignées. Voici une liste des différents sujets qui pourront être observés par LLAMA.

### Le soleil
Dans l'atmosphère solaire non perturbée, plus la longueur d'onde est courte, plus l'observation est profonde. Les fréquences proches de la gamme submillimétrique sont produites dans la chromosphère inférieure ou la photosphère,. Par conséquent, les observations de LLAMA apporteront de nouvelles informations sur la structure de l'atmosphère solaire interne, les protubérances et la dynamique de la chromosphère et de son champ magnétique.
La possibilité d'observer les éruptions solaires à haute fréquence avec un instrument très sensible donnera des indices sur l'accélération des particules de haute énergie dans le Soleil, complétant les résultats obtenus avec le télescope solaire submillimétrique (SST) argentin, en particulier l'inversion spectrale encore inexpliquée au dessus de 100 GHz. Une expérience possible serait de faire des observations VLBI entre LLAMA et certaines des antennes ALMA.

### Planètes
- Systèmes planétaires extra-solaires autour d'étoiles proches du Soleil.
- Disques protoplanétaires autour d'étoiles du voisinage solaire.
- Objets géocroiseurs.

### Objets stellaires
- Régions de formation d'étoiles, jeunes objets stellaires et mécanismes de formation des étoiles.
- Processus non thermiques dans les magnétosphères stellaires.
- Interaction des étoiles et des restes de supernova avec le milieu interstellaire.

### Jets astrophysiques et émission maser
- Jets astrophysiques.
- Phénomènes maser des raies de recombinaison de l'atome d'hydrogène.
- Émission maser dans les régions de formation d'étoiles.
- Émission maser dans les enveloppes stellaires des étoiles tardives.

### Milieu interstellaire galactique et intergalactique
- Rayonnement continu de la poussière froide extragalactique.
- Matériau moléculaire dans la direction de différents objets stellaires.
- Milieu intergalactique utilisant la détection des raies d'absorption moléculaire en direction de quasars.
- Rayonnement du fond cosmologique.

### Galaxies
- Recherche de CO dans les galaxies à fort décalage vers le rouge.
- Abondance moléculaire.
- Noyaux Galactiques Actifs (AGN).
- Variation des constantes fondamentales par l'observation de lentilles gravitationnelles.
- Décalages vers le rouge élevés des régions à très haut taux de formation d'étoiles.
- Proto-amas de galaxies.
- Distorsion spatio-temporelle produite par des trous noirs massifs.

## Optique et récepteurs
L'optique Nasmyth permettra l'installation de jusqu'à six récepteurs hétérodynes différents utilisant les mêmes bandes spectrales qu'ALMA. L'allocation des récepteurs pour les bandes devrait suivre le schéma suivant.
| # | Bande de fréquence [GHz] | Bande de longueur d'onde [mm] |
| - | ------------------------ | ----------------------------- |
| 1 | 35 - 50                  | 8.6 - 6.0                     |
| 3 | 84 - 116                 | 3,6 - 2,6                     |
| 5 | 162 - 211                | 1.9 - 1.4                     |
| 6 | 211 - 275                | 1.4 - 1.1                     |
| 7 | 275 - 373                | 1,1 - 0,8                     |
| 9 | 602 - 720                | 0,5 - 0,4                     |

Il est également prévu d'installer un bolomètre multi-longueurs d'onde au foyer, ou éventuellement une caméra plus un petit réseau hétérodyne.